# Полянівка (Томашівський повіт)
Полянівка (пол. Polanówka) — село в Польщі, у гміні Криниці Томашівського повіту Люблінського воєводства.
Населення — 225 осіб (2011).
Розташоване на Закерзонні (в історичному Надсянні).
У 1975—1998 роках село належало до Замойського воєводства.

## Демографія
Демографічна структура станом на 31 березня 2011 року:
|          | Загалом | Допрацездатний вік | Працездатний вік | Постпрацездатний вік |
| -------- | ------- | ------------------ | ---------------- | -------------------- |
| Чоловіки | 110     | 22                 | 77               | 11                   |
| Жінки    | 115     | 20                 | 62               | 33                   |
| Разом    | 225     | 42                 | 139              | 44                   |